# Ulla Tollerz
Ulla Britta Tollerz, född 21 mars 1931 i Visby (egentligen i Hemse), död 4 september 2011 i Knivsta, var en svensk textilkonstnär.
Hon var dotter till länsveterinären Nils Andersson och Vanda Vetsera Möller och mellan 1955 och 1983 gift med veterinären Gunnar Tollerz. Efter studentexamen studerade hon vid Konstfackskolans textilavdelning 1951–1953 samt ett års praktik hos Sofia Widén 1953–1954 samt avslutande studier vid Konstfackskolan 1954–1956. Hon tilldelades ett flertal stipendium bland annat från Anna Stina Murrays fond och Gustaf VI Adolfs 70-årsfond. När Wahlbecks mattfabrik och Marks Jaquardväveri utlyste en tävling om mattmönster 1959 segrade hennes förslag Lilla mormor. Hon var representerad med finväven Pompe i utställningen Young Americans and young Scandinavians som visades på Museum of Contemporary Crafts i New York. Hon medverkade i ett flertal konsthantverksutställningar i Stockholm och övriga Sverige. Hon arbetade huvudsakligen med mönsterframställning för mattor och vävnader som framställdes industriellt samt broderier för hemslöjdsändamål. Bland hennes mönster märks Ruter Ess som hon formgav för Mölnlycke. Tollerz är representerad vid bland annat Upplandsmuseet. Hon är gravsatt i minneslunden på Berthåga kyrkogård i Uppsala.